# Fabián Noguera
Fabián Ariel Noguera (Ramos Mejía, 20 de março de 1993) é um futebolista argentino que atua como zagueiro. Atualmente joga pelo Abha, da Arábia Saudita.

## Carreira

### Banfield
Natural de Ramos Mejía, La Matanza, Província de Buenos Aires, Noguera fez parte das categorias de base do Banfield. Depois que o clube foi rebaixado para a Primera B Nacional em 2012, ele foi promovido para a equipe principal.
Em 23 de outubro de 2012, Noguera fez sua estreia como profissional, sendo titular e marcando o único gol da sua equipe na derrota por 2 a 1 contra o Gimnasia Jujuy. Em 9 de fevereiro do ano seguinte, ele marcou dois gols em uma vitória em casa por 2 a 0 contra o mesmo time.
Noguera marcou sete gols durante a temporada, sendo que sua equipe não subiu por pouco. Ele foi um titular indiscutível em 2013/14, contribuindo com 38 jogos e três gols com seu time finalmente ganhando o acesso para a Primera División.
Noguera fez a sua estreia na principal categoria do futebol argentino em 8 de agosto de 2014, sendo titular em uma derrota por 3 a 0 para Godoy Cruz. Ele marcou seu primeiro gol na primeira divisão em 10 de maio do ano seguinte, marcando o último gol em uma vitória por 3 a 0 fora de casa sobre o Aldosivi.
Em 21 de fevereiro de 2016, com o seu contrato perto de expirar, Noguera assinou um pré-contrato com Santos. Após a mídia divulgar a sua contratação, ele foi afastado da equipe, obrigado a treinar separadamente e sofreu ameaças da torcida do clube argentino por não ter aceitado propostas de renovação de vínculo. Com o fim de contrato com o clube argentino, Fabián viajou para o Brasil para fazer exames, e ser apresentado oficialmente como reforço do  Santos FC.

### Santos
Em 6 de junho de 2016 assina contrato com o Santos. Em sua primeira apresentação, usou a camisa 32.
No dia 08 de outubro de 2016 estreou pelo time em um amistoso contra o Benfica e fez o gol de empate e primeiro com a camisa do Santos, em uma cobrança de falta pelo lado direito. Depois o zagueiro fez mais um gol, no empate de 1 a 1 com o Gremio na Vila Belmiro, em uma cobrança de escanteio pelo lado esquerdo, Noguera livre de marcação empatou o jogo
Após a contusão de Luiz Felipe, que poderia ficar aproximadamente sete meses afastado dos gramados, Noguera assumiu a titularidade no Peixe, apesar de ter lamentado a lesão do colega de clube. Ele foi inscrito para disputar a Taça Libertadores da América de 2017, herdando a camisa 6 que era de Gustavo Henrique, que também estava lesionado.
No dia 23 de julho Fabián Noguera deu uma assistência para Bruno Henrique marcar o terceiro gol sobre o Bahia no Pacaembu pelo campeonato Brasileiro 2017, no cruzamento de Daniel Guedes pelo lado direito, Noguera toca de cabeça, e Bruno finaliza no canto direito do gol. Para ganhar oportunidades, Noguera se transferiu para o Estudiantes de La Plata, o segundo adversário do Santos na Libertadores de 2018. Em 2019, voltou ao Santos, mas só disputou uma partida sob o comando de Jorge Sampaoli. Ainda em janeiro, transferiu-se por empréstimo para o Gimnàstic de Tarragona, da Espanha. Voltará ao Santos por empréstimo
|    | Data                  | Local                | Placar | Resultado | Adversário | Gols | Competição         |
| -- | --------------------- | -------------------- | ------ | --------- | ---------- | ---- | ------------------ |
| 1. | 8 de outubro de 2016  | Santos, Vila Belmiro | 1–1    | 1–1       | Benfica    | 1    | Amistoso           |
| 2. | 16 de outubro de 2016 | Santos, Vila Belmiro | 1–1    | 1–1       | Grêmio     | 1    | Brasileiro de 2016 |

## Títulos
Santos
- Taça Caixa Centenário da Vila Belmiro: 2016 (compartilhado)